# Dorne (Lübecker Kaufmannsfamilie)

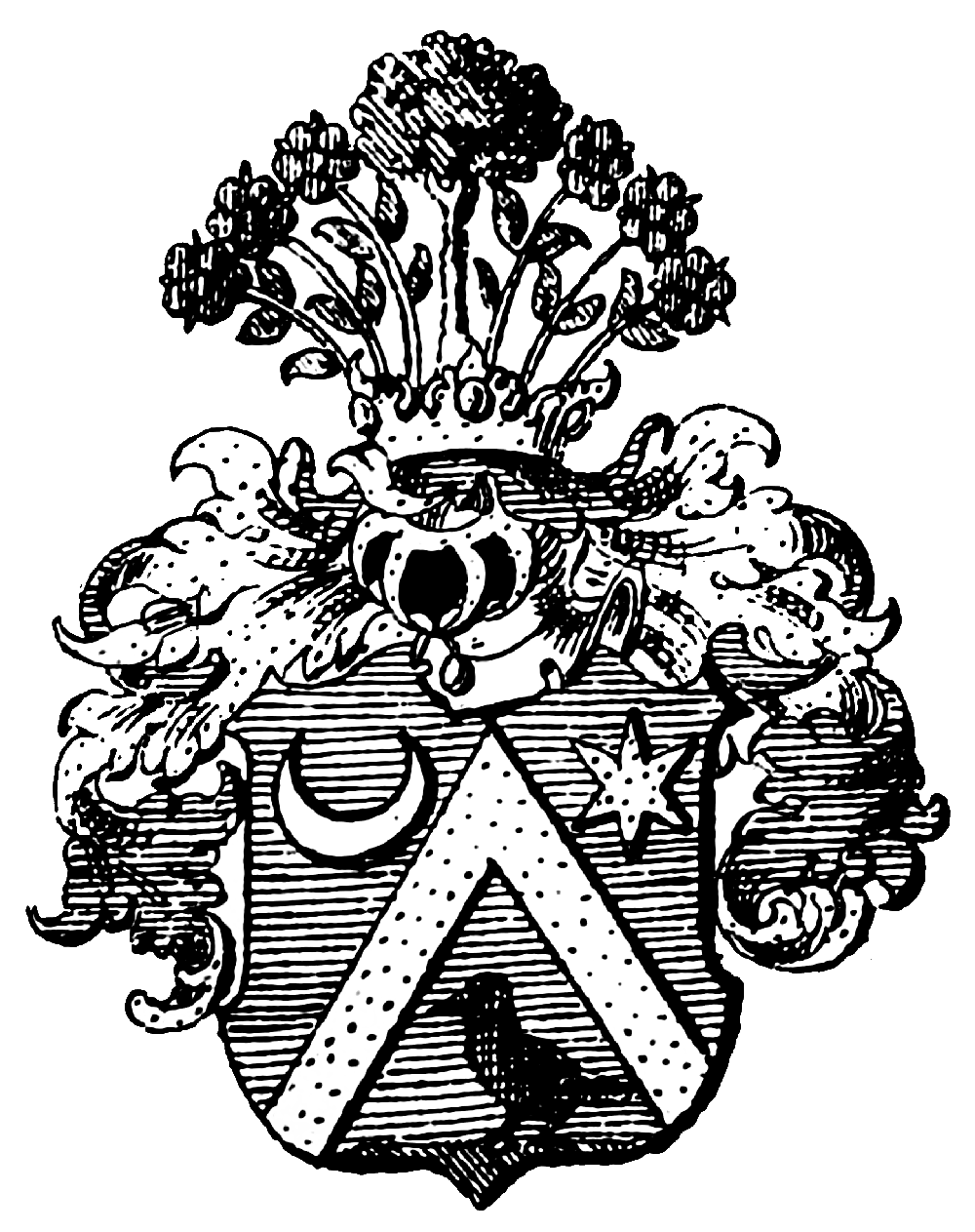
Wappen derer von Dorne

Die Familie von Dorne stammte ursprünglich aus dem Erzstift Bremen; und wanderte im 16. Jahrhundert in der Hansestadt Lübeck zu. Die erfolgreichen Kaufleute verbanden sich mit dem städtischen Patriziat und stellten Ratsherren und Lübecker Bürgermeister. Im 18. Jahrhundert integrierte sich die Familie in den mecklenburgischen Landadel.

## Geschichte
Erster Ratsherr in Lübeck wurde 1535 Hermann von Dorne († 1559), der Elisabeth Wibbeking, eine Tochter des aus Westfalen zugewanderten Lübecker Ratsherrn Konrad Wibbeking, geheiratet hatte. Sie bewohnten seit 1537 das Haus Mengstraße 4, heute das Buddenbrookhaus, in zentraler Lage der spätmittelalterlichen Stadt. Das Haus blieb bis 1706 im Eigentum der Familie von Dorne. 1740 wurde die Familie von Dorne in den Mecklenburgischen Adel aufgenommen. Mit dem Tod des österreichischen Majors Freiherrn Adolph von Dorne erlosch die Linie am 19. September 1859 im Mannesstamm.

## Wappen

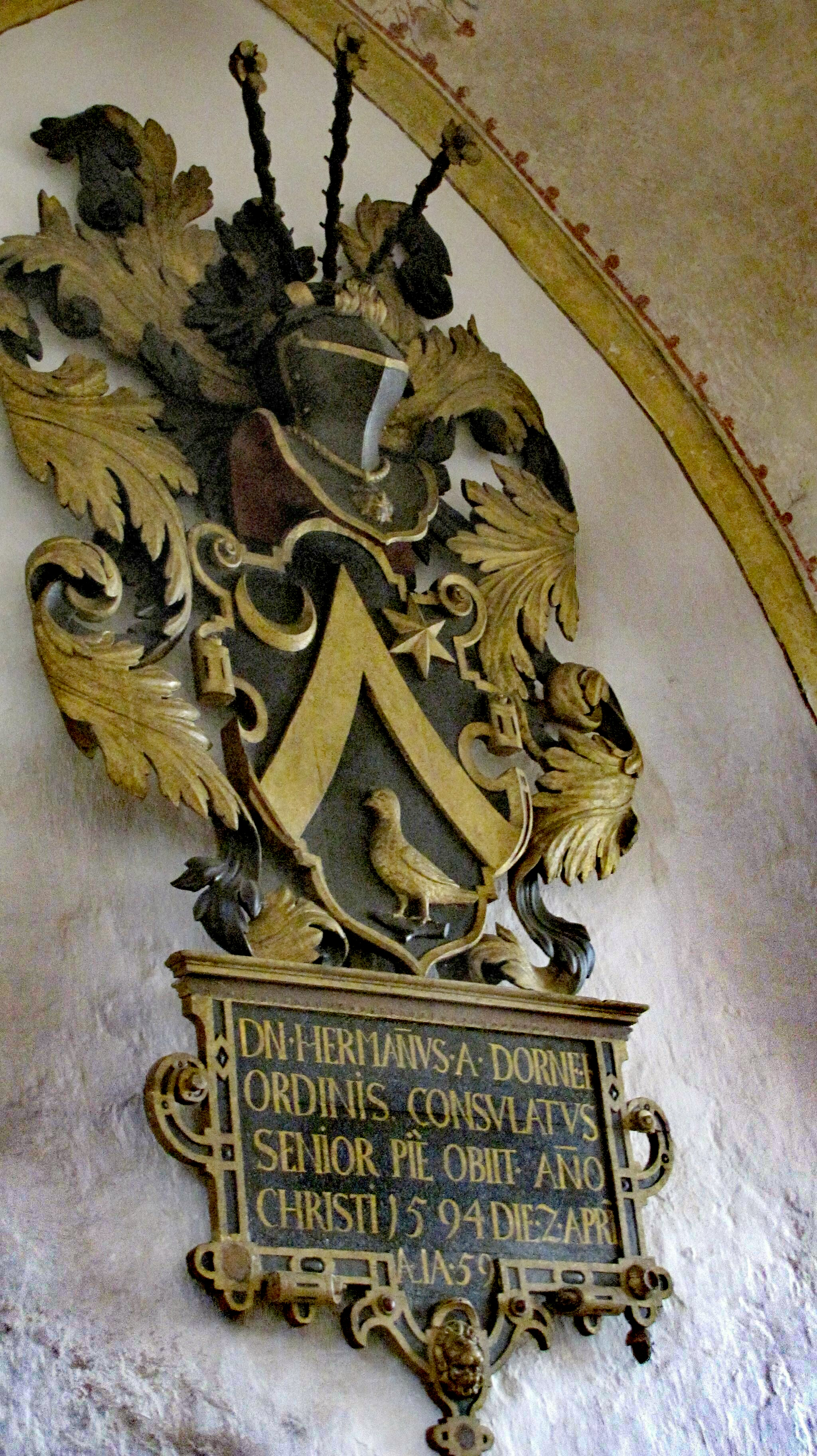
Wappenepitaph für Hermann von Dorne in der Lübecker Marienkirche

Der Schild zeigt in Blau einen goldenen Sparren, begleitet rechts oben von einem goldenen Mond, unten von einer silbernen Taube auf grünem Boden, links oben von einem goldenen Stern. Auf dem Helm wachsen 3 rote Rosen an grünen Blätterstielen. Die Helmdecken sind blau und gold. Als Variante fehlen Mond und Stern; der Vogel ist hier grün auf querliegenden grünem Stamm. Beim mecklenburgischen Zweig ist der Mond im Schild silbern, der Stern gold, und der Vogel (als Dohle beschrieben) sitzt auf einem grünen Dreiberg; Helmzier ist hier ein grüner Baum zwischen zweimal drei roten Rosen an ihren Stielen.

## Bekannte Vertreter

### Lübeck
- Hermann von Dorne (Politiker, 1489) (1489–1559), Kaufmann und Ratsherr in Lübeck
  - Hermann von Dorne (Politiker, 1535) (1535–1594), Kaufmann, Ratsherr und seit 1579 Lübecker Bürgermeister
    - Hermann von Dorne (Politiker, 1568) (1568–1607), Ratsherr in Lübeck
      - Hermann von Dorne (Politiker, 1596) (1596–1665), Bürgermeister der Hansestadt Lübeck
      - Hieronymus von Dorne (Stadthauptmann) (1603–1671), 1653–1671 Lübeckischer Stadthauptmann in Mölln
        - Konrad von Dorne (1625–1691), Ratsherr in Lübeck; er bedachte testamentarisch die Stadtbibliothek.[4]
        - Hieronymus von Dorne (1646–1704), Bürgermeister der Hansestadt Lübeck

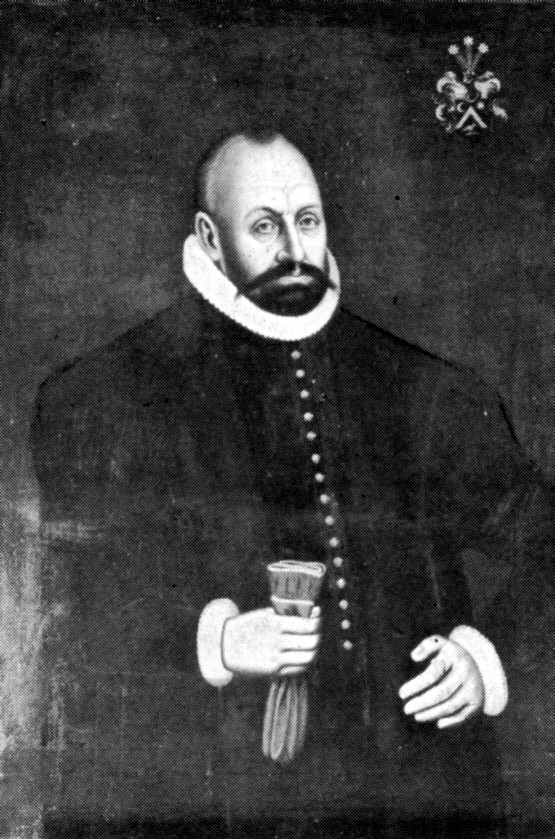
Hermann von Dorne († 1594)
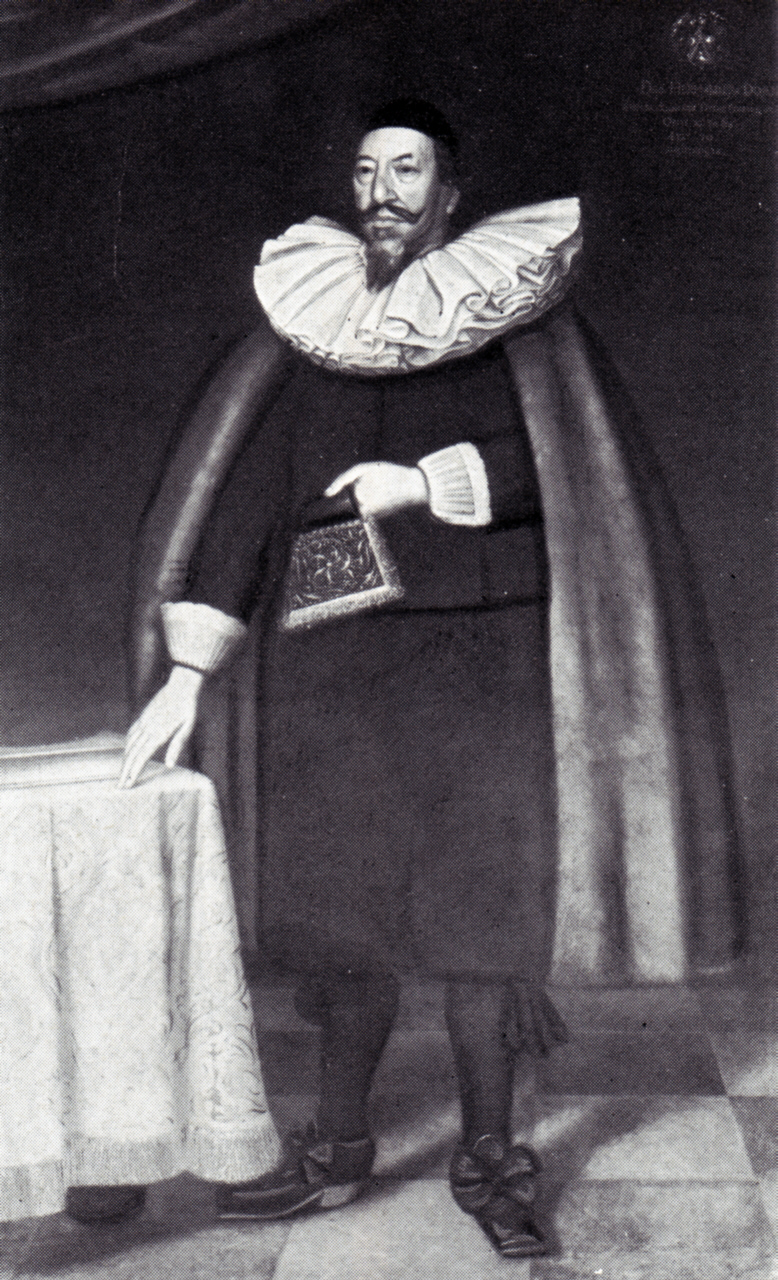
Hermann von Dorne († 1665)

### Mecklenburg
- Hermann von Dorne († 1713) auf Nienhagen
- Hermann Hinrich von Dorne (1681–1753) auf Nienhagen, Geheimer Rat und ab 1747 Kanzleidirektor in Schwerin

- Hieronymus von Dorne (1706–1737), Erbherr auf Nienhagen, Willmenstorff und Wesloe

…
- Ludwig von Dorne († 1806) auf Klein-Krankow, Geheimer Rat, Kammerpräsident und Oberkammerherr in Schwerin

- Ludwig von Dorne (1784–1858), 1810 Kammerherr, 1816–1848 Oberpostamtsdirektor in Güstrow
- Carl von Dorne, Kammerherr, Drost in Ribnitz

Im Einschreibebuch des Klosters Dobbertin befinden sich vier Eintragungen von Töchtern der Familien von Dorne aus Nienhagen aus den Jahren 1746–1808 zur Aufnahme in das adelige Damenstift.

## Epitaphien und Grabkapellen

### Epitaphien
Ein Wappenepitaph zur Erinnerung an den 1594 verstorbenen Bürgermeister von Dorne hängt an der Ostwand der Bürgermeisterkapelle in der Lübecker Marienkirche mit lateinischer Inschrift. Ein weiteres Epitaph für den 1704 verstorbenen letzten Lübecker Bürgermeister aus der Familie von Thomas Quellinus überstand den Luftangriff auf Lübeck am 29. März 1942 mit Beschädigungen und ist ebenfalls in der Marienkirche zu sehen. Das hölzerne Epitaph des Ratsherrn Konrad von Dorne wurde 1942 zerstört.

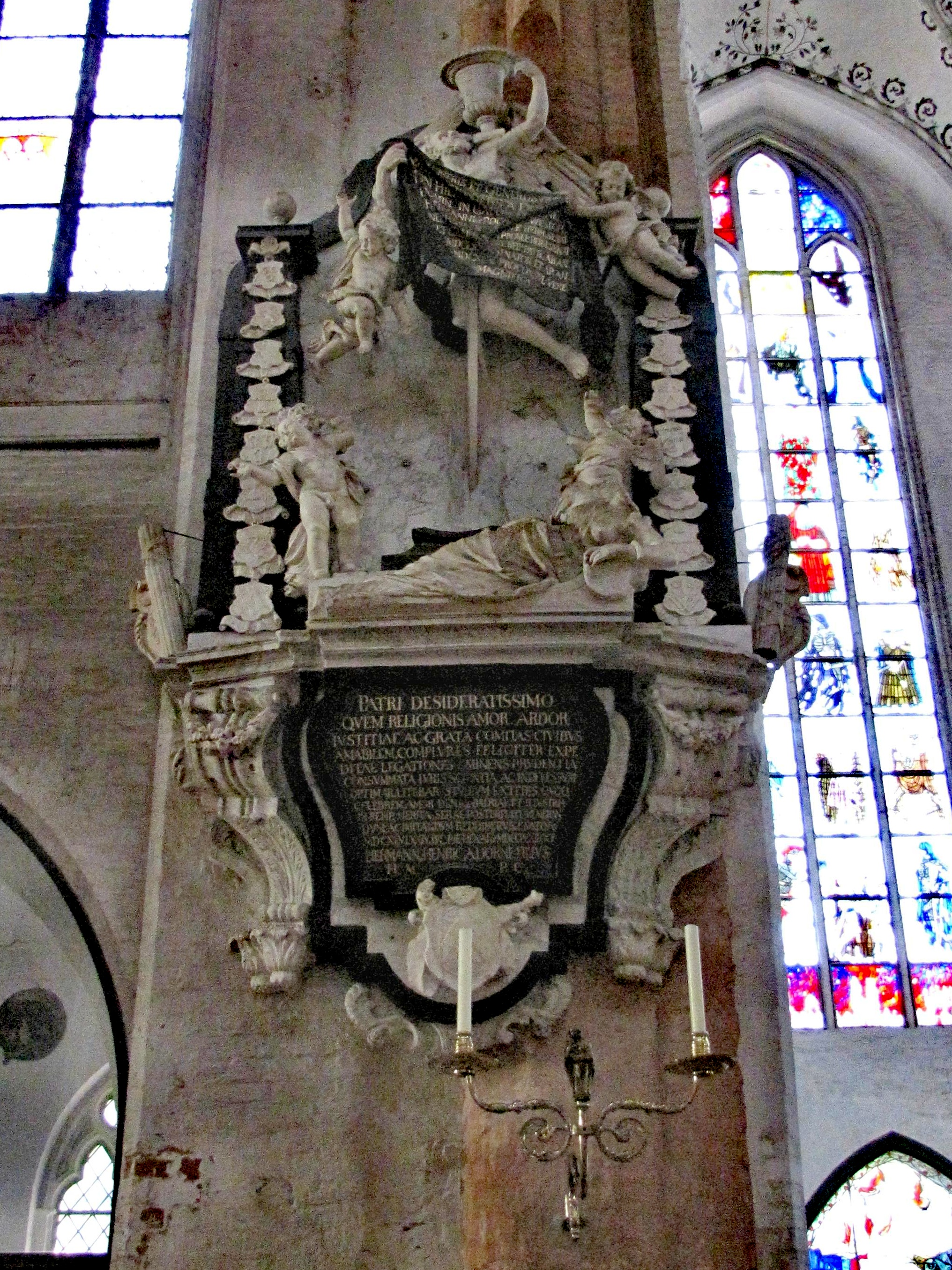
Epitaph Hieronymus von Dorne (1706) durch Thomas Quellinus
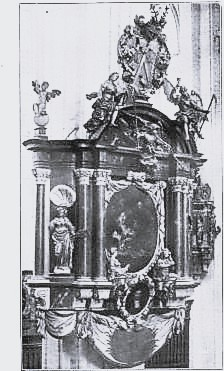
Epitaph Konrad von Dorne (1694), 1942 zerstört

### Grabkapellen
- Im Jahr 1657 erhielt die Familie von Dorne die (heutige) von-Bassewitz-Kapelle im südlichen Seitenschiff des Lübecker Doms, die aufgrund einer Absprache der Begünstigten im Mannesstamm der Familie von Dorne weitervererbt werden sollte. 1713, nach dem Tode des Hermann von Dorne auf Neuenhagen, verkaufte dessen Erbe und Vetter Hermann von Dorne auf Wesloe als inzwischen allein Berechtigter diese Kapelle an den dänischen Kammerjunker Melchior von Korf.
- Im Wege des Erbvergleichs erlangte die Familie von Dorne 1712 die Hoghehus- oder Haleholtscho-Kapelle an der Nordseite der Lübecker Jakobikirche von der Familie von Warendorp.

## Besitzungen
- Gut Trenthorst
- Gut Gallin
- Gut Wesloe
- Hof im heutigen Stadtteil St. Lorenz Süd, bei der heutigen Dornestraße
- Gut Neuenhagen[6] mit dem Kirchenpatronat über die Dorfkirche Kalkhorst
- Gut Klein Krankow (heute Ortsteil von Bobitz)
- Gut Leezen

## Mäzenatentum und Stiftungen

von-Dornes-Hof

- Der heute unter Denkmalschutz stehende spätgotische von-Dornes-Hof in der Schlumacherstraße 15–23 der Lübecker Altstadt war ursprünglich eine mildtätige Stiftung der Lübecker Bürger Hermann Evinghusen und Johann Berskamp aus dem Jahr 1458. Es ist damit der älteste Stiftshof in Lübeck. Die Stiftung wurde später von Angehörigen der Familie von Dorne verwaltet und in ihrem Vermögen durch Spenden und Zustiftungen gestützt, so dass deren Name auf die Stiftung übertragen wurde.[7]
- Der 1713 verstorbene Hermann von Dorne auf Neuenhagen stiftete die barocke Kanzel der Kalkhorster Kirche und auch der Orgelprospekt dieser Kirche konnte von seinem Nachfahren gleichen Namens 1732 aus diesen Stiftungsmittel neu gestaltet werden. Auf beiden befindet sich das Wappen der Familie von Dorne. Die zugewandten Mittel aus dem Nachlass von 1713 wurden bei der Orgelsanierung 1869 aufgebraucht.[8]